# Cheiridium simulacrum
Cheiridium simulacrum es una especie de arácnido del orden Pseudoscorpionida de la familia Cheiridiidae.

## Distribución geográfica
Se encuentra en Hawái.